# Tybald IV
Tybald IV z Szampanii (ur. 30 maja 1201 w Troyes, zm. 8 lipca 1253 w Pampelunie) zwany Trubadurem i Pogrobowcem – hrabia Szampanii od 1201 r. oraz król Nawarry od 1234 r. Syn Tybalda III, hrabiego Szampanii, oraz Blanki z Nawarry, córki króla Sancha VI.
Ojciec Tybalda zmarł przed jego narodzinami, a jego matka rządziła jako regentka do ukończenia przez Tybalda 21. roku życia w 1222 r.
W pierwszej połowie swojego życia Tybald napotykał wiele trudności i przeciwności. Jego stryj, hrabia Henryk II, zostawił po sobie ogromny dług, który nie był spłacony nawet po śmierci Tybalda III. Co więcej, prawa Tybalda IV do tytułu hrabiego Szampanii były kwestionowane przez córkę Henryka, Filippę oraz jej męża Erarda I z Brienne, hrabiego Rameruptu, będącego jednym z najpotężniejszych szlachciców Szampanii.
Konflikt z Brienne przeistoczył się w otwartą walkę w 1215 r. i został rozwiązany dopiero, kiedy Tybald stał się pełnoletni w 1222 r. i wykupił za pokaźną sumę prawa oponentów. Parę lat później, w 1234 r., musiał wydać jeszcze więcej, aby wykupić młodszą siostrę Filippy, Alicję. Umowa z 1222 r. nie zakończyła wszystkich problemów Tybalda, ponieważ w kolejnych latach zraził do siebie Ludwika VIII.
Kiedy Ludwik VIII umierał, sytuacja polityczna Tybalda była bardzo trudna – często opuszczał królestwo na czas swoich kampanii, plotkowano, że to on otruł króla Francji, a baronowie z Normandii knuli przeciwko niemu. Na początku rządów regencyjnych Blanki we Francji, hrabia Szampanii opuścił spisek przeciwko Kapetyngom, w który byli uwikłani Hugon X de Lusignan i Piotr I Mauclerc, i rozpoczął cementowanie dobrych relacji z regentką. Mówiło się o jego możliwej miłości do Blanki, a on sam napisał poemat oddający jej cześć. Stał się tak wpływowy na jej dworze, że inni baronowie poczuli się urażeni i rozpoczęli rebelię w 1229 r.
W następnych latach zraził do siebie młodego króla Ludwika IX, co prowadziło do inwazji grupy francuskich baronów na Szampanię. Zostali odparci kosztem ogromnych wydatków i ubóstwa w kraju Tybalda. Aby zawrzeć ugodę z Alicją, był zmuszony zdać zwierzchnictwo nad hrabstwami Blois, Sancerre i Chateadun Ludwikowi.
Jednak w 1234 r. Tybald odziedziczył po swoim dziadku tytuł króla Nawarry. To ogromnie zwiększyło jego środki oraz prestiż, a pozostałe lata jego rządów były znacznie bardziej spokojne i pomyślne.

Herb Tybalda IV, hrabiego Szampanii i króla Nawarry

W 1230 r. Tybald podjął krzyż i zobowiązał się wyruszyć na Wschód. Na wyprawę wyruszył jednak dopiero w 1239 r. Tybald sfinansował wyprawę z własnej kieszeni. Papież Grzegorz IX w liście z 29 listopada 1238 r. informował, że hrabia „przymuszony okolicznościami” wymusił poważne sumy od swych kościołów, miast, Żydów i lichwiarzy. Krucjata wyruszyła z Lyonu i we wrześniu 1239 r. dotarła do Akki. Zwołana tam rada wojenna powierzyła Tybaldowi naczelne dowództwo wyprawy. 2 listopada Frankowie wyruszyli w kierunku Askalonu. Dotarli do Jafy, gdy od głównej armii odłączył się Piotr Mauclerc, który zdobył bogatą karawanę.
Pozostali baronowie, zazdrości o sukces Piotra, rozpoczęli napady na własną rękę. Niewielki oddziałek straży przedniej został pod Gazą zaatakowany i rozbity przez Egipcjan. Tybald nie podjął walki i wycofał się do Akki. Po kilku tygodniach bezczynności poprowadził armię na północ, po czym zawarł rozejm z sułtanem Damaszku as-Salihem Isma’ilem, który oddawał Frankom okolice Sydonu, Beaufortu, Tyberiady i Safadu. Frankowie zawarli z Damaszkiem przymierze antyegipskie. Wspólna wyprawa na południe nie doszła jednak do skutku, gdyż żołnierze Ismaila odmawiali walki u boku Franków. Tybald rozpoczął więc negocjacje z sułtanem Egiptu As-Salihem Ajjubem na temat uwolnienia jeńców wziętych do niewoli pod Gazą. Następnie udał się na pielgrzymkę do Jerozolimy i 15 września 1240 r. odpłynął do Europy.
Ostatnie lata rządów upłynęły Tybaldowi na podróżach między Nawarrą a Szampanią. Pod koniec panowania popadł w konflikt z biskupem Pampeluny, który w 1250 r. ekskomunikował króla. Tybald uzyskał jednak w tym sporze poparcie papieża Innocentego IV.

## Małżeństwa i potomstwo
Tybald IV żenił się trzykrotnie. Pierwszy raz z Gertrudą z Dabo w 1220 r., rozwiódł się z nią dwa lata później, nie mieli oni dzieci. Następnie ożenił się z Agnieszką z Beaujeu (zm. 1231) i miał z nią córkę:
- Blankę (1226–1283), żonę Jana I Rudego, księcia Bretanii

Po śmierci Agnieszki, w 1232 r. ożenił się z Małgorzatą Burbon-Dampierre (1211–1256), z którą miał trzech synów i trzy córki. Byli to:
- Eleonora (ur. 1233), zmarła w dzieciństwie
- Tybald V Młody (1238 – 4 grudnia 1270), król Nawarry, hrabia Szampanii
- Beatrycze (1242–1295), żona Hugona IV, księcia Burgundii
- Piotr (zm. 1265)
- Małgorzata (zm. 1306), żona Fryderyka III, księcia Lotaryngii
- Henryk III Gruby (1244 – 22 lipca 1274 król Nawarry, hrabia Szampanii